# Степаньково (Невельський район)
Степаньково (рос. Степаньково) — присілок в Невельському районі Псковської області Російської Федерації.
Населення становить 51 особу. Входить до складу муніципального утворення Артьомовська волость.

## Історія
Від 2015 року входить до складу муніципального утворення Артьомовська волость.

## Населення
| 2001 | 2002 | 2010 |
| ---- | ---- | ---- |
| 63   | →63  | ↘51  |